# ウィンブルドン号事件
ウィンブルドン号事件（ウィンブルドンごうじけん、フランス語:Affaire du vapeur Wimbledon、英語:Case of the S.S. Wimbledon）は、フランスが傭船したイギリス船籍のウィンブルドン号がドイツ領内のキール運河を航行しようとしたところ1921年3月21日にドイツがこれを拒否したことを巡って、イギリス、イタリア、日本、フランスが共同原告となってドイツを常設国際司法裁判所(PCIJ)に提訴した、国際紛争である。PCIJは航行拒否が違法なものであったとして1923年8月17日にドイツに対し損害賠償を命じる判決を下している。

## 経緯

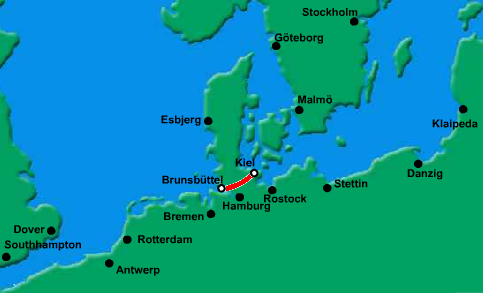
赤線がキール運河の航路。ウィンブルドン号はグダニスク(地図上のDanzig)に向かっていた。

キール運河は1895年に完成したバルト海と北海を結ぶドイツの人工の水路である。第一次世界大戦後の1919年、ドイツは連合国とヴェルサイユ条約を締結し、キール運河の航行について同条約は以下のように定めた。
本件紛争が発生した当時はまだポーランドとソビエトはポーランド・ソビエト戦争の講和条約に署名したばかりで、休戦状態であった。そうした国際情勢の中でドイツは1920年7月25日および30日に国内法令としてポーランドとソビエト連邦に対する戦時禁制品の輸送を禁じる中立令を制定した。
フランスが傭船したイギリス船籍のウィンブルドン号は、ギリシャのサロニカにて武器弾薬4200トンを積みこみグダニスクにあったポーランドの海軍基地に向かっていた。1921年3月21日、このウィンブルドン号はキール運河を通航するため運河入り口に到着したが、運河の通航管理者は前記中立令とドイツ政府の指示を根拠にウィンブルドン号の通航を拒否した。フランス政府はドイツに抗議し通航許可を求めたが、ドイツは中立令によりポーランド軍に宛てた武器弾薬を積む船舶の通航を許可できないと回答した。結局ウィンブルドン号はキール運河の通航をあきらめて航路を変更し、予定より13日遅れた1921年4月6日に目的地に到着した。
その後主要連合国であったイギリス、イタリア、日本、フランスの4カ国は本件に関してドイツと外交交渉を行ったが、交渉は不調に終わった。そのため1923年1月26日、これら4カ国は共同原告となりドイツを常設国際司法裁判所(PCIJ)に提訴した。1923年5月22日にはポーランドが本件訴訟への参加請求を行い、同国の参加が認められた。

## 判決
PCIJが下した1923年8月17日の判決は主に以下の通り。
- ヴェルサイユ条約が締結される1919年までキール運河はドイツ領内に建設されたドイツ国内の水路であったが、ヴェルサイユ条約第380条の文言は断定的であり疑いをさしはさむ余地がないほど明確なものであり、ドイツが戦争に際して敵国船舶の通航を拒否して自国を防衛する権利は認められていたものの、基本的にキール運河はヴェルサイユ条約の締結によって国内水路からすべての国のあらゆる種類の船舶に開放された国際水路となった[1][7]。
- スエズ運河やパナマ運河といった国際運河に関する先例は、交戦国の軍艦であろうとも戦時禁制品を輸送する交戦国や中立国の商船であろうとも、こうした船舶が国際水路を使用することが水路沿岸国の中立と両立しないとはみなされていないことを示している[1][8]。2つの公海を結ぶ人工水路が全世界的・永久的に利用される場合、交戦国軍艦の通航でさえ運河沿岸国の中立を害しないという点では、こうした水路は自然にできた国際海峡と同一視される[8]。
- ドイツが発した中立令はいち国家によるものであってヴェルサイユ条約に優先するものではなく、ドイツは同条約380条によりキール運河航行を許可する義務を負っていた[9]。
- 以上の理由からドイツがウィンブルドン号の航行を拒否したことは違法で、ヴェルサイユ条約第380条はドイツの中立令がキール運河に適用されることを妨げたはずであり、ドイツは航行拒否によって生じた損害を賠償しなければならない[9]。
- ドイツ政府に対し、判決から3カ月以内に年6分の利息付きで総額14万749フラン35サンチームをフランス政府に支払うことを命じる[9]。

## 裁判後のキール運河
裁判後の1936年11月14日、アドルフ・ヒトラーはヴェルサイユ条約の関連条項を破棄したが、第二次世界大戦後に再びキール運河は国際的に開放された。しかし条約などでドイツに対し運河の国際化が義務付けられているわけではなく、国際化されているといえども今日ではキール運河はドイツの管轄のもとにおかれている。

## 裁判資料
- CPJI série A No 1, pp.7-47.(フランス語、英語)
  - (訴状) Application instituting proceeding. (1923年1月26日).
  - (ポーランドの訴訟参加請求) Application by the Polish Government to intervene. (1923年5月22日).
  - (ポーランドの訴訟参加可否に関する判決) Question of Intervention by Poland. (1923年6月28日).
  - (ウィンブルドン号事件判決) Case of the S.S. Wimbledon. (1923年8月17日).